# Aloysius College
Het (Sint) Aloysius College in Den Haag was van 1917 tot 2016 een school voor voortgezet onderwijs (tot 1971 alleen voor jongens) op rooms-katholieke grondslag, voor de niveaus mavo, havo, atheneum, gymnasium en "gifted education".

## Geschiedenis
De school was genoemd naar de heilig verklaarde jezuïet Aloysius Gonzaga. Het Sint-Aloysius College werd in 1917 onder de naam Rooms-Katholieke Hogere Burger School (R.K. H.B.S.) gesticht door jezuïeten in De Laan achter de pastorie van de Teresia van Avila-kerk. Vanaf 1925 was het gebouw aan de Oostduinlaan beschikbaar. In 1928 werd een internaat aan de Raamweg betrokken door de internen van Huize Katwijk in Katwijk aan den Rijn.
De school stond onder toezicht van de Willibrordus Stichting, vanaf 1 januari 1983 van de Aloysiusstichting. De dagelijkse leiding was in handen van een rector. In 1971 werd het Aloysius College tevens toegankelijk voor meisjes. Omstreeks diezelfde tijd werden de lessen langzamerhand van de paters overgenomen door leken als docent. De school sloot in de zomer van 2016 op last van het Ministerie van Onderwijs.

## Gebouw
Aanvankelijk was het de bedoeling dat heel huize Katwijk vervangen zou worden door een megacomplex tussen de Oostduinlaan en de Raamweg. De bouw daarvan begon al in 1914, maar moest worden gestaakt tegen de tijd dat fundering en kelders gereed waren, door geldgebrek vanwege de politieke omstandigheden (Eerste Wereldoorlog, Russische Revolutie). Het gebouw dat in 1925 openging naar ontwerp van P.G. Buskens was aanzienlijk bescheidener van opzet. Pas in de jaren vijftig werden de overtollige, boven het maaiveld uitstekende funderingen met dynamiet verwijderd.
Karakteristieken van het schoolgedeelte zijn de twee grote zalen (de aula en de kapelzaal) met glas-in-loodramen van Lou Asperslagh, en de statige hal. De gangen en lokalen hebben in de loop van de tijd veel veranderingen ondergaan. Het karakter van het gebouw was in 2010 nog oorspronkelijk genoeg voor de gemeente Den Haag om het de status van gemeentelijk monument toe te kennen. Het deel van het gebouw dat het patershuis vormde is omgebouwd tot luxe appartementen.
Na de sluiting van het Aloysius College in 2016 kreeg het monumentale gebouw aan de Oostduinlaan een nieuwe bestemming. Nadat het tijdelijk gebruikt was door het Vrijzinnig Christelijk Lyceum, werd het in 2018 in gebruik genomen door de Europese School Den Haag, die valt onder het bestuur van de Stichting Het Rijnlands Lyceum.  

## Activiteiten
Geregeld werden op het AC theatervoorstellingen, vooral musicals opgevoerd. Ook werd er een talentenshow (ACT-show) georganiseerd in de categorieën ACT Dans, ACT Muziek en ACT Toneel, afgesloten met de ACT Finale, waarbij de winnaar van de ACT van dat jaar werd aangewezen. Daarnaast nam het AC deel aan de in Den Haag georganiseerde Culturele Interscolaire. Bij een van de vijf deelnemende scholen (AC, Maerlant-Lyceum, Vrijzinnig-Christelijk Lyceum, Sorghvliet en Gymnasium Haganum) werden opvoeringen gegeven, waarbij de winnende school het jaar erop de Culturele Interscolaire mocht organiseren.
De school had eigen scoutinggroepen, de Jan Roothaangroep, die de opkomsten hield op de zolder van de school en een zeeverkennersgroep, de Edmund Campiongroep.

## Sluiting
Op 23 november 2015 werd het Aloysius College voor niet-examenklassen gesloten. De leerlingen in de examenklassen konden het schooljaar nog afmaken.

## Bekende oud-leraren
- Ed Krekelberg s.j., wiskunde
- Willem Bartelings, natuurkunde

## Bekende oud-leerlingen
- Ed. Hoornik (1910-1970), dichter en schrijver;
- Piet Aalberse (1910-1989), politicus KVP;
- Louis Andriessen (1939-2021), componist;
- Naomi van As (1985), Nederlands hockeyinternational en olympisch medaillewinnaar in 2008 en 2012; beste hockeyster 2009;
- Cees van den Beld (1923-2003), Nederlands ambtenaar en bestuurder;
- Ino van den Besselaar (1948), Tweede Kamerlid;
- Lucas Bolsius (1958), politicus en burgemeester van Amersfoort;
- Ben Bot (1937), CDA-politicus, oud-minister van Buitenlandse Zaken;
- Ron Boudrie (1960), voormalig Nederlands volleybalinternational en olympisch zilverenmedaillewinnaar in 1992;
- Philippe Brood (1964-2000), Tweede Kamerlid;
- Stanley Brard (1958), oud-profvoetballer van Feyenoord, bijgenaamd het linkerbeen van Johan Cruijff;
- George Cammelbeeck (1919-1997), politicus;
- Bart Chabot (1954), dichter en schrijver;
- Piet Cramwinckel (1912-2001), politicus;
- Max Dohle (1955), sporthistoricus;
- Harry van Doorn (1915-1992), omroepbestuurder (KRO), politicus (KVP);
- Frans Duynstee (1914-1981), rechtsgeleerde en politicus;
- Karien van Gennip (1968), politica (CDA);
- Ferdinand Grapperhaus (1959), minister van Justitie;
- Ted Hazekamp (1926-1987), Nederlands politicus;
- Marcel van der Heijden (1963), cabaretier, tv-presentator en schrijver (Sjaak Bral);
- Jos Heymans (1951-2023), politiek journalist en parlementair verslaggever;
- Guus van Hemert (1927-2011) jezuïet, schrijver, columnist (Trouw), kunstenaar, radio- en televisie maker (KRO);
- Rob Hessing (11942), voormalig commissaris van politie en staatssecretaris ministerie van BZK;
- Hendrikus Jeukens (1922-1992), Nederlands rechtsgeleerde, hoogleraar en raadsheer bij de Hoge Raad der Nederlanden;
- Eduard Kimman (1946), Nederlands geestelijke, jezuïet en hoogleraar;
- Hans Klein Breteler (1946), vice-voorzitter bestuur PGGM en voormalig lid Eerste Kamer;
- Jan Kleinpenning (1936), emeritus hoogleraar Sociale geografie;
- Johannes Antonius de Kok, (1930), hulpbisschop;
- Peter-Hans Kolvenbach (1928-2016), jezuïet, priester en taalkundige;
- Ad Langebent (1933-1997), radio- en televisiepresentator en politiek verslaggever;
- Lisanne Lejeune (1963), Nederlands hockeyinternational en olympisch medaillewinnaar 1988, wereldkampioen 1986 en 1990;
- Alfred Mazure (1914-1974), auteur van de stripverhalen over Dick Bos;
- Egbert Myjer (1947), rechter bij het Europees Hof voor de Rechten van de Mens;
- Henri Nouwen (1932-1996), priester;
- Paul Nouwen (1934-2009), voormalig hoofddirecteur Koninklijke Nederlandse Toeristenbond ANWB ;
- Thomas Rap (1933-1999), oprichter Uitgeverij Thomas Rap, in 1999 overgenomen door De Bezige Bij;
- Norbert Schmelzer (1921-2008), politicus (bekend van de Nacht van Schmelzer);
- Kees Schuyt (1943), socioloog;
- Jan Westendorp (1946), politicus, (VVD);
- Caspar Wintermans (1966), schrijver.